# Grand Prix automobile de Belgique 1990
GP précédent GP suivant
Le Grand Prix automobile de Belgique 1990 (Belgian Grand Prix), disputé sur le circuit de Spa-Francorchamps situé près de Spa en Belgique le 26 août 1990, est la trente-septième édition du Grand Prix, le 495e épreuve du championnat du monde de Formule 1 couru depuis 1950 et la onzième manche du championnat 1990.

## Classement
| Pos. | No | Pilote             | Écurie            | Tours | Temps/Abandon                      | Grille | Points |
| ---- | -- | ------------------ | ----------------- | ----- | ---------------------------------- | ------ | ------ |
| 1    | 27 | Ayrton Senna       | McLaren-Honda     | 44    | 1 h 26 min 31 s 997 (211,729 km/h) | 1      | 9      |
| 2    | 1  | Alain Prost        | Ferrari           | 44    | + 3 s 550                          | 3      | 6      |
| 3    | 28 | Gerhard Berger     | McLaren-Honda     | 44    | + 28 s 462                         | 2      | 4      |
| 4    | 19 | Alessandro Nannini | Benetton-Ford     | 44    | + 49 s 337                         | 6      | 3      |
| 5    | 20 | Nelson Piquet      | Benetton-Ford     | 44    | + 1 min 29 s 650                   | 8      | 2      |
| 6    | 15 | Mauricio Gugelmin  | Leyton House-Judd | 44    | + 1 min 48 s 851                   | 14     | 1      |
| 7    | 16 | Ivan Capelli       | Leyton House-Judd | 43    | + 1 tour                           | 12     |        |
| 8    | 4  | Jean Alesi         | Tyrrell-Ford      | 43    | + 1 tour                           | 9      |        |
| 9    | 29 | Éric Bernard       | Lola-Lamborghini  | 43    | + 1 tour                           | 15     |        |
| 10   | 10 | Alex Caffi         | Arrows-Ford       | 43    | + 1 tour                           | 19     |        |
| 11   | 11 | Derek Warwick      | Lotus-Lamborghini | 43    | + 1 tour                           | 18     |        |
| 12   | 12 | Martin Donnelly    | Lotus-Lamborghini | 43    | + 1 tour                           | 22     |        |
| 13   | 9  | Michele Alboreto   | Arrows-Ford       | 43    | + 1 tour                           | 26     |        |
| 14   | 25 | Nicola Larini      | Ligier-Ford       | 42    | + 2 tours                          | 21     |        |
| 15   | 23 | Pierluigi Martini  | Minardi-Ford      | 42    | + 2 tours                          | 16     |        |
| 16   | 14 | Olivier Grouillard | Osella-Ford       | 42    | + 2 tours                          | 23     |        |
| 17   | 8  | Stefano Modena     | Brabham-Judd      | 39    | Moteur                             | 13     |        |
| Abd. | 7  | David Brabham      | Brabham-Judd      | 36    | Panne électrique                   | 24     |        |
| Abd. | 22 | Andrea De Cesaris  | BMS Dallara-Ford  | 27    | Moteur                             | 20     |        |
| Abd. | 5  | Thierry Boutsen    | Williams-Renault  | 21    | Transmission                       | 4      |        |
| Abd. | 2  | Nigel Mansell      | Ferrari           | 19    | Tenue de route                     | 5      |        |
| Abd. | 6  | Riccardo Patrese   | Williams-Renault  | 18    | Boîte de vitesses                  | 7      |        |
| Abd. | 21 | Emanuele Pirro     | BMS Dallara-Ford  | 5     | Fuite d'eau                        | 17     |        |
| Abd. | 3  | Satoru Nakajima    | Tyrrell-Ford      | 4     | Moteur                             | 10     |        |
| Abd. | 30 | Aguri Suzuki       | Lola-Lamborghini  | 0     | Accident                           | 11     |        |
| Abd. | 24 | Paolo Barilla      | Minardi-Ford      | 0     | Accident                           | 25     |        |
| Nq.  | 26 | Philippe Alliot    | Ligier-Ford       |       | Non qualifié                       |        |        |
| Nq.  | 17 | Gabriele Tarquini  | AGS-Ford          |       | Non qualifié                       |        |        |
| Nq.  | 18 | Yannick Dalmas     | AGS-Ford          |       | Non qualifié                       |        |        |
| Nq.  | 31 | Bertrand Gachot    | Coloni-Ford       |       | Non qualifié                       |        |        |
| Npq. | 33 | Roberto Moreno     | Eurobrun-Judd     |       | Non préqualifié                    |        |        |
| Npq. | 34 | Claudio Langes     | Eurobrun-Judd     |       | Non préqualifié                    |        |        |
| Npq. | 39 | Bruno Giacomelli   | Life-Rocchi       |       | Non préqualifié                    |        |        |

## Pole position et record du tour
- Pole position : Ayrton Senna en 1 min 50 s 365 (vitesse moyenne : 226,376 km/h).
- Meilleur tour en course : Alain Prost en 1 min 55 s 087 au 38e tour (vitesse moyenne : 217,088 km/h).

## Tours en tête
- Ayrton Senna : 44 (1-44)

## Statistiques
- 25e victoire pour Ayrton Senna.
- 85e victoire pour McLaren en tant que constructeur.
- 57e victoire pour Honda en tant que motoriste.
- 9e et dernier départ en Grand Prix pour Paolo Barilla.
- Le départ de la course fut donné trois fois à la suite de deux accidents dans le premier tour. Aguri Suzuki fut éliminé dans le premier accident, Paolo Barilla dans le second.
- Onyx-Monteverdi déclare forfait pour le reste de la saison.

## Classements généraux à l'issue de la course
| Pos. | Pilote             | Écurie            | Points |
| ---- | ------------------ | ----------------- | ------ |
| 1    | Ayrton Senna       | McLaren-Honda     | 63     |
| 2    | Alain Prost        | Ferrari           | 50     |
| 3    | Gerhard Berger     | McLaren-Honda     | 33     |
| 4    | Thierry Boutsen    | Williams-Renault  | 27     |
| 5    | Nelson Piquet      | Benetton-Ford     | 24     |
| 6    | Alessandro Nannini | Benetton-Ford     | 16     |
| 7    | Riccardo Patrese   | Williams-Renault  | 15     |
| 8    | Nigel Mansell      | Ferrari           | 13     |
| 9    | Jean Alesi         | Tyrrell-Ford      | 13     |
| 10   | Ivan Capelli       | Leyton House-Judd | 6      |
| 11   | Éric Bernard       | Lola-Lamborghini  | 5      |
| 12   | Derek Warwick      | Lotus-Lamborghini | 3      |
| 13   | Alex Caffi         | Arrows-Ford       | 2      |
| 14   | Stefano Modena     | Brabham-Judd      | 2      |
| 15   | Satoru Nakajima    | Tyrrell-Ford      | 1      |
| 16   | Maurício Gugelmin  | Leyton House-Judd | 1      |
| 17   | Aguri Suzuki       | Lola-Lamborghini  | 1      |

| Pos. | Écurie            | Points |
| ---- | ----------------- | ------ |
| 1    | McLaren-Honda     | 96     |
| 2    | Ferrari           | 63     |
| 3    | Williams-Renault  | 42     |
| 4    | Benetton-Ford     | 40     |
| 5    | Tyrrell-Ford      | 14     |
| 6    | Leyton House-Judd | 7      |
| 7    | Lola-Lamborghini  | 6      |
| 8    | Lotus-Lamborghini | 3      |
| 9    | Arrows-Ford       | 2      |
| 10   | Brabham-Judd      | 2      |